# Промстальконструкция
Промстальконструкция — предприятие по производству металлических изделий различного назначения, основанное в 1951 году. Завод расположен в Калининском районе Новосибирска.

## История
Предприятие было основано в 1951 году и с 1951 по 1991 год находилось в ведении Министерства среднего машиностроения СССР, после чего перешло под управление Министерства по атомной энергии Российской Федерации.

## Деятельность
Предприятие занимается сооружением металлоконструкций промышленных и гражданских объектов, изготавливает электросварные трубы большого диаметра, производит элементы трубопроводов низкого давления для атомных электростанций, крановое и нестандартное оборудования, антенно-мачтовые сооружения и т. д.
Завод оснащал вентиляционными и сантехническими системами НЗХК и «Химаппарат» в период их постройки, участвовал в создании СО АН СССР.
Предприятие поставляло грузоподъёмное оборудование, трубы, металлоконструкции на атомные электростанции, сооружавшиеся в Финляндии, Польше, Болгарии и Чехословакии, в центр атомных исследований в Ливии и на горно-обогатительный комбинат «Эрденет» (Монголия).
В 2000 году «Промстальконструкция» выполняла заказ китайской атомной электростанции.
В марте 2020 года стало известно, что в связи с банкротством завода «Промстальконструкция», банком непрофильных активов «Траст» было выставлено на торги имущество.

## Награды
Деятельность завода отмечена пятью международными наградами.

## Руководители
- С. И. Кожин (1951—1953)
- В. И. Тищенко (1953—1960)
- Ю. А. Тюрин (1960—1975)
- Н. В. Евдокимов (1975—1989)
- В. И. Березиков (1989—2001)
- А. А. Тютиков (2001—?)[1]
- С. Н. Кузнецов (2005—2006)
- А. В. Сташов[4][5]